# Bacia Potiguar
A Bacia Potiguar é uma bacia sedimentar brasileira localizada ao longo da costa do estado do Rio Grande do Norte e extremo-leste do estado do Ceará.
Possui uma área de 119.030 mil quilômetros quadrados, sendo 33.200 km2 emersa e 86.100 km² submersa. O ínicio da exploração petrolífera dessa bacia se deu a partir de 1952 em terra (com a primeira descoberta no campo de Mossoró em 1979) e 1972 no mar (com a primeira descoberta no campo de Ubarana em 1973).
O Alto de Fortaleza define seu limite oeste com a Bacia do Ceará, enquanto que o Alto de Touros define seu limite leste com a Bacia de Pernambuco-Paraíba.